# Novarupta
Novarupta je sopka ležící na poloostrově Aljaška v oblasti Katmai, asi 460 km jihozápadně od Anchorage. Novarupta je nejnižší sopkou v této oblasti, vznikla v roce 1912 při nejsilnějším sopečném výbuchu 20. století, srovnatelném s erupcí sopky Krakatoa. Výbuch byl téměř desetkrát silnější než erupce sopky Mount St. Helens v roce 1980, přitom objem vyvrženého magmatu byl třicetkrát větší. Jméno v latině znamená „nově eruptující“.

## Erupce v roce 1912

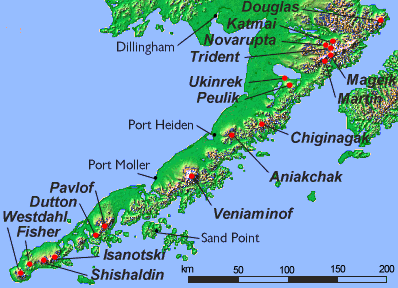
Mapka aljašských vulkánů

Erupce začala 6. června 1912 a za 60 hodin vyprodukovala obrovskou masu sopečného popela a ryolitového magmatu (objem 30 km³) bohatého na křemík. Většina materiálu spadla na zem ve formě prachu, zbytek se změnil na proud pyroklastického materiálu známého jako Údolí desetitisíců dýmů. Na konci vytvořila kalderu s rozměry 3 × 4 km a menší, 65 m vysoký a 400 m široký lávový dóm. V oblasti Novarupty vznikla asi 2 km široká, nevýrazná a mělká sníženina. Okolí vulkánu je součástí Národního parku Katmai. Stopy popela byly nalezeny i ve vrtných jádrech z grónského ledovce.